# Simpsons Comics
Simpsons Comics, conocida en España como "Simpson Cómics" fue una serie de cómic estadounidense, de temática humorística, que adaptaba la serie de televisión Los Simpson, aunque contó con un equipo de guionistas diferente a esta, por lo que pueden considerarse productos diferentes. Editada por Bongo Comics Group, la serie estaba compuesta por 245 números de periodicidad mensual, producidos por el personal de la compañía perteneciente a Matt Groening. En 2018, Bongo Comics anunció la finalización de la misma en su número 245 (y, por extensión, de todos las derivadas de la misma). A lo largo de su existencia como serie regular, la serie ha ganado un premio Eisner y ha dado lugar a multitud de series spin-off y una tira semanal en los periódicos, material desarrollado y publicado también por Bongo Comics.

## Formato
Simpson Cómics se publicaba en el tradicional formato de comic-book americano, como de hecho, era, encuadernado en grapa. Cada número contaba con, aproximadamente treinta páginas,y una historia autoconclusiva en cada uno, que se acompañaba de historias cortas de cuatro o cinco páginas. Posteriormente, estas grapas eran recopiladas en tomos. 

## Temática y desarrollo
Como se ha dicho, el cómic adaptaba al medio una popular telecomedia animada, aunque no guardaba relación con ella, siendo dos producciones distintas, con distintos guionistas y artistas, con hechos diferentes en cada una de ellas.-Por ejemplo, Maude Flanders nunca murió en el cómic, al contrario que en la serie de televisión-. El cómic contaba los avatares de una familia norteamericana de clase media en tono humorístico y jocoso, así como la relación con sus vecinos, aderezado, todo ello con una marcada sátira social, al igual que el programa de televisión.
La serie no tuvo un dibujante fijo, como tampoco tuvo guionistas permanentes. De su desarrollo, tanto literario como artístico, se encargó el equipo creativo de Bongo Comics Group, una editorial fundada por el autor de los personajes y del concepto, Matt Groening y su amigo Bill Morrison. A lo largo de su producción, la serie contó con guiones de escritores invitados como Paul Dini, y con dibujos, de, entre otros, Sergio Aragonés, quienes aportaron historias diferentes y visiones nuevas a la serie. 

Comenzó su publicación, como serie regular de periodicidad mensual en 1994, y se publicó ininterrumpidamente hasta el año 2018, año en el que Bongo anunció su finalización.

## Argumento
Los Simpson son una familia estadounidense de clase media, común y corriente, compuesta por cinco miembros, el matrimonio formado por Homer Simpson, un inepto inspector de seguridad nuclear de buen corazón, (amante de la comida grasienta, la cerveza y la televisión y enamorado profundamente de su esposa) y su mujer Marge Bouvier, con la que tiene tres hijos, Bart, Lisa y Maggie.
La familia vive sus aventuras en la ciudad de Springfield, donde todos residen y donde se suceden los acontecimientos costumbristas.

## Spin offs
El éxito de la serie regular hizo que Bongo y Matt Groening se embarcaran en la producción de otras series y miniseries derivadas de la serie regular, entre otras, "La cabaña del terror de Bart Simpson", cómics de estilo y temática similar a los populares "especiales de Hallowe'en" de la serie televisiva, de periodicidad anual, y sendos especiales de invierno y verano, también de periodicidad anual.
Además, Bongo produjo otro importante spin-off, Bart Simpson Comics, una serie abierta y regular, destinada al público más infantil y centrada en los avatares de Bart Simpson y sus amigos en el colegio de primaria de Springfield, en la que los personajes adultos eran reducidos a secundarios. Esta finalizó en su número 100.

## Tira cómica
Bongo Cómics desarrolló además una tira cómica semanal para su publicación en diarios, que fue publicada en periódicos de todo el mundo. Desarrollada en formato tabloide y a todo color, contaba pequeños sketches con los personajes que concluían en la misma página, y estaban desarrolladas, al igual que los comic books, por el equipo de escritores y artistas de la editorial estadounidense. No se llegó a recopilar estas tiras en tomo, por lo que actualmente están perdidas.

## Ediciones en español
La serie se ha publicado en diversos países del espectro hispanohablante como México, Argentina o Chile, todas estas ediciones a través de editoriales de los mencionados países. También es publicada en la actualidad en España a través de la editorial Ediciones B, empresa que comenzó con su publicación en formato grapa, siguiendo la numeración americana (y sin apenas variaciones del original) pero que abandonó en el número 47 de la misma, para pasar a editarla únicamente en tomos, desatando la polémica entre los aficionados al Noveno Arte, al desarrollar dichos tomos al estilo europeo, modificando el tamaño de página y sin indicar el material publicado. La tira de periódico, por su parte, fue publicada en España por el diario El País, dentro de su suplemento de cómics El pequeño País, hasta el cierre y desaparición de este. 
A finales de 2024 la Editorial Hidra publicó en España el primero de los tres volúmenes que recopilan los comics del spin-off "La cabaña del terror de Bart Simpson", en un cuidado tomo con un nuevo rotulado y una nueva traducción.